# Cine de ciencia ficción anterior a 1920
Lista de películas de ciencia ficción estrenadas antes de la década de 1920. Estas películas incluyen elementos centrales de ciencia ficción y están ampliamente disponibles con reseñas de críticos o historiadores de cine acreditados.
| Título | Director                     | Reparto                                                                                        | País           | Subgénero/Notas                 |  |
| --- | ---------------------------- | ---------------------------------------------------------------------------------------------- | -------------- | ------------------------------- |  |
| 1895 |                              |                                                                                                |                |                                 |  |
| La Charcuterie mécanique (La charcutería mecánica)                                                                                                | Hermanos Lumière             |                                                                                                | Francia        | Cortometraje                    |  |
| 1897 |                              |                                                                                                |                |                                 |  |
| Gugusse et l'Automate (Gugusse y el autómata) | Georges Méliès               | Georges Méliès                                                                                 | Francia        | Cortometraje, Película perdida  |  |
| The X-Rays (Los rayos X) | George Albert Smith          |                                                                                                | Reino Unido    |                                 |  |
| 1898 |                              |                                                                                                |                |                                 |  |
| Les rayons Röentgen AKA: A Novice at X-Rays AKA: Les Rayons X (Los rayos Röentgen)                                                                | Georges Méliès               |                                                                                                | Francia        | Película perdida                |  |
| The Astronomer's Dream (Los sueños del astrónomo)                                                                                                 | Georges Méliès               |                                                                                                | Francia        |                                 |  |
| 1901 |                              |                                                                                                |                |                                 |  |
| L’homme à la tête en caoutchouc (El hombre de la cabeza de caucho)                                                                                | Georges Méliès               |                                                                                                | Francia        | Cortometraje                    |  |
| 1902 |                              |                                                                                                |                |                                 |  |
| Le Voyage dans la Lune AKA: A Trip to the Moon (Un viaje a la Luna)                                                                               | Georges Méliès               | Georges Méliès                                                                                 | Francia        | Cortometraje                    |  |
| 1904 |                              |                                                                                                |                |                                 |  |
| Voyage à travers l'impossible (Viaje a través de lo imposible)                                                                                    | Georges Méliès               |                                                                                                | Francia        | Cortometraje                    |  |
| 1906 |                              |                                                                                                |                |                                 |  |
| The '?' Motorist (¿El motorista?) | Walter R. Booth              |                                                                                                | Reino Unido    | Cortometraje                    |  |
| 1907 |                              |                                                                                                |                |                                 |  |
| Under the Seas AKA Deux Cents Milles sous les mers ou le Cauchemar du pêcheur AKA 20,000 Leagues Under the Sea (20.000 leguas de viaje submarino) | Georges Méliès               | Georges Méliès                                                                                 | Francia        | Cortometraje                    |  |
| The Eclipse, or the Courtship of the Sun and the Moon (El eclipse: el cortejo entre el Sol y la Luna)                                             | Georges Méliès               | Georges Méliès                                                                                 | Francia        |                                 |  |
| 1908 |                              |                                                                                                |                |                                 |  |
| El hotel eléctrico | Segundo de Chomón            | Segundo de Chomón                                                                              | España         | Cortometraje                    |  |
| 1909 |                              |                                                                                                |                |                                 |  |
| Airship Destroyer (El destructor aéreo) | Walter R. Booth              |                                                                                                | Reino Unido    | Cortometraje                    |  |
| Viaje al planeta Júpiter | Segundo de Chomón            | Segundo de Chomón                                                                              | España         | Cortometraje                    |  |
| 1910 |                              |                                                                                                |                |                                 |  |
| Frankenstein | J. Searle Dawley             | Augustus Phillips, Charles Stanton Ogle, Mary Fuller                                           | Estados Unidos | Cortometraje                    |  |
| Viaje al centro de la Tierra | Segundo de Chomón            | Segundo de Chomón                                                                              | España         | Cortometraje                    |  |
| Un matrimonio interplanetario AKA: Un marriage interplanétaire AKA: Und Marriage in the Moon                                                      | J. Searle Dawley             | Enrico Novelli                                                                                 | Italia         | Cortometraje                    |  |
| 1911 |                              |                                                                                                |                |                                 |  |
| Aerial Anarchists (Anarquistas del aire) | Walter R. Booth              |                                                                                                | Reino Unido    | Cortometraje , Película perdida |  |
| Little Moritz enlève Rosalie (El pequeño Moritz secuestra a Rosalie)                                                                              | Henri Gambard                |                                                                                                | Francia        | Cortometraje                    |  |
| 1912 |                              |                                                                                                |                |                                 |  |
| Dr. Jekyll and Mr. Hyde (El doctor Jekyll y el señor Hyde)                                                                                        | Lucius J. Henderson          | James Cruze, Florence La Badie                                                                 | Estados Unidos | Cortometraje                    |  |
| The Conquest of the Pole (A la conquista del Polo)                                                                                                | George Melies                | George Melies                                                                                  | Francia        | Cortometraje                    |  |
| 1913 |                              |                                                                                                |                |                                 |  |
| Amerika – Europa im Luftschiff (América - Europa en el dirigible)                                                                                 | Alfred Lind                  |                                                                                                | Alemania       |                                 |  |
| Le avventure straordinarissime di Saturnino Farandola (La estraordinaria aventura de Saturnino Farandola)                                         | Marcel Fabre                 |                                                                                                | Italia         |                                 |  |
| A Message from Mars (Un mensaje de Marte) | J. Wallett Waller            |                                                                                                | Reino Unido    |                                 |  |
| Die Eisbraut (La novia de hielo) | Stellan Rye                  |                                                                                                | Alemania       |                                 |  |
| Der Herr der Welt (El señor del mundo) | Rudolf del Zopp              |                                                                                                | Alemania       |                                 |  |
| 1915 |                              |                                                                                                |                |                                 |  |
| Der Kraftmeier (La Potencia) | Ernst Lubitsch               | Ernst Lubitsch                                                                                 | Alemania       |                                 |  |
| Der Tunnel AKA: The Tunnel (El túnel) | William Wauer                | Friedrich Kayssler, Fritzi Massary, Hermann Vallentin, Felix Basch                             | Alemania       |                                 |  |
| William Voss (William Voss) | Rudolf Meinert               |                                                                                                | Alemania       |                                 |  |
| 1916 |                              |                                                                                                |                |                                 |  |
| 20,000 Leagues Under the Sea (20.000 leguas de viaje submarino)                                                                                   | Stuart Paton                 | Leviticus Jones, Allen Holubar                                                                 | Estados Unidos |                                 |  |
| Homunculus (Homúnculo) | Otto Rippert                 | Olaf Fønss, Friedrich Kuehne                                                                   | Alemania       | Serial de películas             |  |
| Homunkulieschen (Homúnculos) | Franz Schmelter              |                                                                                                | Alemania       | Parodia de Homunculus           |  |
| Hoffmanns Erzählungen AKA: Tales of Hoffmann (Los cuentos de Hoffmann)                                                                            | Richard Oswald               | Erich Kaiser-Titz, Werner Krauss                                                               | Alemania       |                                 |  |
| Titanenkampf (Lucha de titanes) | Joseph Delmont               |                                                                                                | Alemania       |                                 |  |
| Die Entdeckung Deutschlands (El descubrimiento de Alemania)                                                                                       | Georg Jacoby                 |                                                                                                | Alemania       |                                 |  |
| Die große Wette (La gran apuesta) | Harry Piel                   |                                                                                                | Alemania       |                                 |  |
| Das lebende Rätsel (El enigma viviente ) | Harry Piel                   |                                                                                                | Alemania       |                                 |  |
| Das jüngste Gericht AKA: Verdens Undergang (El juicio final)                                                                                      | August Blom                  | Alf Blütecher, Olaf Fønss, Johanne Fritz-Petersen                                              | Dinamarca      | [ 7 ]                           |  |
| 1917 |                              |                                                                                                |                |                                 |  |
| Himmelskibet (La nave celeste) | Holger-Madsen                | Ole Olsen                                                                                      | Dinamarca      |                                 |  |
| 1918 |                              |                                                                                                |                |                                 |  |
| Alraune (La mandrágora) | Michael Curtiz, Edmund Fritz | Géza Erdélyi, Gyula Gál                                                                        | Hungría        |                                 |  |
| Alraune, die Henkerstochter, genannt die rote Hanne (Mandrágora, la hija del verdugo, llamada Hanne la Roja.)                                     | Eugen Illés, Joseph Klein    | Max Auzinger, Joseph Klein                                                                     | Alemania       |                                 |  |
| The Master Mystery (El gran misterio) | Burton King                  | Harry Houdini, Ruth Stonehouse, William Pike, Floyd Buckley                                    | Estados Unidos | Serial de películas             |  |
| Der Weltspiegel(El espejo del mundo) | Lupu Pick                    | Bernd Aldor, Gertrude Welcker, Adolf Klein, Reinhold Schünzel, Berthold Reissig, Ricardo fritz | Alemania       |                                 |  |
| Das andere Ich(El otro yo) | Fritz Freisler               | Raoul Aslan, Fritz Kortner, Magda Sonja .                                                      | Autria-Hungría |                                 |  |
| The Star Prince (El Príncipe de las Estrellas) | Madeline Brandeis            | Zoe Rae, Dorphia Brown                                                                         | Estados Unidos |                                 |  |
| 1919 |                              |                                                                                                |                |                                 |  |
| Alraune und der Golem (Mandrágora y el Golem ) | Nils Chrisander              |                                                                                                | Alemania       |                                 |  |
| Die Arche (El arca) | Richard Oswald               | Leo Connard, Eva Speyer                                                                        | Alemania       |                                 |  |
| The First Men in the Moon (Los primeros hombres en la Luna)                                                                                       | Bruce Gordon, J.L.V. Leigh   | Bruce Gordon, Heather Thatcher, Lionel d'Aragon                                                | Reino Unido    | Película perdida                |  |
| Die Herrin der Welt AKA: The Mistress of the World (La dueña del mundo)                                                                           | Joe May                      | Mia May, Michael Bohnen, Hans Mierendorff                                                      | Alemania       |                                 |  |
| Die letzten Menschen (Las últimas personas) | Richard Oswald               |                                                                                                | Alemania       |                                 |  |
| Der Würger der Welt (El estrangulador del mundo)                                                                                                  | Ewald André Dupont           | Max Landa, Hanni Weisse, Anton Ernst Rueckert                                                  | Alemania       |                                 |  |